# Stone Gon'
Stone Gon' este un album de muzică soul lansat de Barry White în 1973. Discul rămâne unul dintre cele mai reușite ale lui White ajungând în fruntea topurilor muzicale încă de la lansarea originală. 

## Tracklist
1. "Girl It's True, Yes I'll Always Love You" (White) (8:36)
2. "Honey Please, Can't Ya See" (White) (5:11)
3. "You're My Baby" (White) (9:08)
4. "Hard to Believe That I Found You" (White) (6:59)
5. "Never, Never Gonna Give You Up" (White) (7:55)

## Single
- "Never, Never Gonna Give You Up" (1973)